# Ostrander
Ostrander – wieś w Stanach Zjednoczonych, w stanie Ohio, w hrabstwie Delaware.